# Uscoques
 (février 2024).
Si vous disposez d'ouvrages ou d'articles de référence ou si vous connaissez des sites web de qualité traitant du thème abordé ici, merci de compléter l'article en donnant les références utiles à sa vérifiabilité et en les liant à la section « Notes et références ».

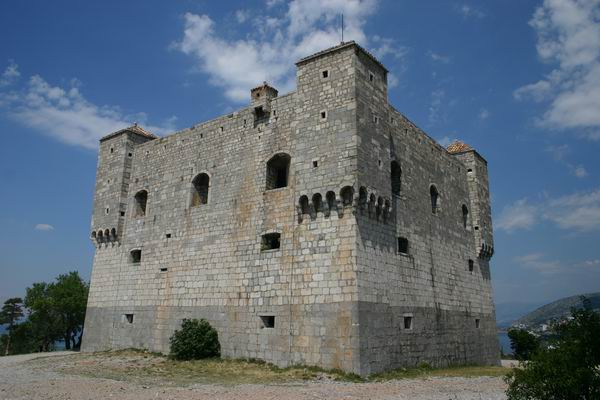
La forteresse des Uscoques à Senj (Croatie actuelle)

Les Uscoques (en croate Uskoci, pluriel de Uskok « celui qui se tient en embuscade ») étaient des pirates valaques et croates installés en Adriatique aux XVIe et XVIIe siècles. Basés à Senj dans la baie de Kvarner, ils étaient constitués par des populations chrétiennes de Bosnie ayant fui l'avancée des Turcs sur la côte de Dalmatie. 

## Histoire
Quand les Turcs prirent la forteresse de Klis en 1537, les Uscoques vinrent s'installer à Senj sur l'invitation des Habsbourg, et commencèrent à mener des attaques pirates contre les routes maritimes vénitiennes, qui étaient également utilisées par les navires ottomans à qui Venise garantissait la sécurité depuis la paix de 1540.
L'action des Uscoques, véritable guérilla à bord de petits navires rapides, causa plus de dommages aux navires vénitiens qu'aux navires ottomans. Les Vénitiens essayèrent sans succès de les éliminer, en montant plusieurs opérations (en 1577 avec les Albanais, en 1572 avec les Ottomans, en 1602 avec les Autrichiens), mais la piraterie augmenta si bien qu'elle conduisit à une guerre ouverte entre la république de Venise et l'Autriche (la guerre de Gradisca 1616-1617). 
Le traité de paix qui s'ensuivit, signé à Madrid en 1617, mit fin à leurs activités : leurs navires furent détruits, et ils furent transférés à l'intérieur des terres (près de Karlovac).
Une certaine activité uscoque reprit cependant, et causa une nouvelle guerre entre les Habsbourg et Venise en 1707.